# Shalom
『Shalom』（シャローム）は、minkの通算3枚目、オリジナルアルバムとしては1枚目のアルバム。

## 概要
2007年2月28日に発売された。キャッチコピーは「聴けばなれる やさしい気持ち」。
CDとCD+DVDの2形態が同時発売されており、いずれも初回限定生産分は、スリーブケース仕様、ボーナストラック収録、期間限定購入者特典サイトへのアクセスパスワード封入などの特典仕様となっている。また、本作にも収録されている楽曲「Innocent Blue 〜地果て海尽きるまで〜」が映画『蒼き狼 〜地果て海尽きるまで〜』の主題歌となったことから、映画とのタイアップ企画により、背帯の裏面を映画の特別割引券仕様にしている。
アルバムは既に2作発売しておりminkにとって本作は通算3枚目のアルバムとなるが、前2作ともカバー曲を収録したコンセプトアルバムという位置付けであったため、全曲オリジナル曲で構成されている本作が初のオリジナルアルバムとなる。これまでに発表してきた楽曲9曲に、日本語バージョン楽曲2曲、新曲2曲の計全13曲で構成されており、上記の通り初回限定生産分はボーナストラックとしてリミックス曲1曲が収録されている。
CD+DVD盤のDVDには、これまでに制作された楽曲のPV、2006年に行われたワンマンライブ『mink summer live 2006 "THIS time"』で披露された未発表曲「祈り」のライブ映像、およびドキュメンタリー映像（フランスのパリにて行われた『es sadaharu hoshino』パリ・コレクションのライブ、マイアミにて行われた『WINTER MUSIC CONFERENCE』のライブ、上海にて行われた『上海アジア音楽祭』のイベント、香港にて行われた『ITU TELECOM WORLD 2006』コンベンションライブの各オフショットとライブ映像）が収録されている。なお、「beautiful」「Innocent Blue 〜地果て海尽きるまで〜」のPVは映画の映像を排除した別バージョンで収録されている。
タイトルはクリスチャンの間で挨拶として使われる言葉より。また、ヘブライ語で「平和」の意味も持つ（シャーロームの項を参照）。mink曰く「本作で自分の音楽を初めて聴く人もいるだろうから、挨拶代わりの意味として付けた」「曲を聴いて少しでも優しい気持ちになって、その気持ちを平和につなげて欲しいという期待を込めている」とコメントしている。
デビュー作『mink』からジャケットにはイラストレーターのenaによるminkをイメージしたイラストを使用してきたが、イラストジャケットの起用は本作で最後となる。
オリコンチャートでは、デイリーチャート最高8位、週間チャートでは初登場12位を記録し、これまでのチャート最高記録であった2枚目のシングル「4 Love」の20位を更新した。また初動売上枚数もデビュー作『mink』を更新した。

## 収録曲
CD
1. Hold on to a dream
  - ブルボン『アルフォート ミニチョコレート』CMソング

3枚目のシングル「Hold on to a dream」より。
2. Eternal Love
  - 全国松竹系公開映画『小さき勇者たち 〜GAMERA〜』主題歌

2枚目のシングル「4 Love」より。
3. if...
1枚目のシングル（SPECIAL MAXI SINGLE）「beautiful/One Suitcase」より。ボーカルは再録したものを使用している。
4. Innocent Blue 〜地果て海尽きるまで〜
  - 全国松竹系公開日蒙合同制作映画『蒼き狼 〜地果て海尽きるまで〜』主題歌
  - music.jp TVCFソング

4枚目のシングル「Innocent Blue 〜地果て海尽きるまで〜」より。
5. おまじない
  - NHK夜の連続ドラマ『笑う三人姉妹』主題歌

1枚目のコンセプトアルバム（the prologue album）『mink』より。
6. Moonburn (original)
本作で初収録となる新曲。
7. 世界で一番奇麗な場所
本作で初収録となる新曲。
8. Rescue Me 〜君がいたから〜
  - ブルボン『アルフォート ミニチョコレート』CMソング

2枚目のコンセプトアルバム（the 2nd concept album）『e+motion』より。
9. Secret Garden
  - music.jp TVCFソング

2枚目のシングル「4 Love」より。
10. Let's start from here (Japanese Version)
  - 京成スカイライナーCMソング

本作で初収録となる。オリジナルの英語バージョンは3枚目のシングル「Hold on to a dream」に収録。
11. Like There Is No Tomorrow
  - テレビ朝日系『奇跡の扉 TVのチカラ』エンディングテーマ

2枚目のシングル「4 Love」より。
12. Here by my side (Japanese Version)
本作で初収録となる。オリジナルの英語バージョンはコンピレーションアルバム『Amazing Nuts!』に収録。
フロム・ソフトウェア社ゲーム「ENCHANT ARM」PS3版イメージソング
13. BLESSING OF LOVE
  - 全国松竹系公開日蒙合同制作映画『蒼き狼 〜地果て海尽きるまで〜』海外公開版主題歌

4枚目のシングル「Innocent Blue 〜地果て海尽きるまで〜」より。
14. Here by my side (83key remix)
初回限定生産盤のみ収録ボーナストラック。83keyによる「Here by my side (Japanese Version)」のリミックス。

DVD
1. おまじない (video clip)
2. Glory of Life 〜栄光の花〜 (video clip)
3. beautiful (video clip)
4. Rescue Me 〜君がいたから〜 (video clip)
5. Eternal Love (video clip)
6. Hold on to a dream (video clip)
7. Innocent Blue 〜地果て海尽きるまで〜 (video clip - mink version)
8. 祈り from 『mink summer live 2006 "THIS time"』
9. Behind the scenes in Paris, Miami, Hong Kong, Shanghai